# Bryne Fotballklubb 2016
Questa voce raccoglie le informazioni riguardanti il Bryne Fotballklubb nelle competizioni ufficiali della stagione 2016.

## Stagione
Il 16 dicembre 2015 sono stati compilati i calendari in vista della nuova stagione, con il Bryne che avrebbe disputato la 1ª giornata nel weekend del 3 aprile andando a far visita all'Hødd, all'Høddvoll Stadion.
Il 1º aprile è stato sorteggiato il primo turno del Norgesmesterskapet 2016: il Bryne avrebbe così fatto visita al Riska. Al secondo turno, la squadra è stata sorteggiata contro il Vidar. Il Bryne è stato sconfitto ai tiri di rigore in questa sfida, col punteggio di 5-4 dopo il pareggio per 2-2 maturato nei tempi supplementari.
Il 14 maggio, il Bryne e l'allenatore Gaute Larsen hanno deciso di separare le loro strade. Alf Ingve Berntsen è stato chiamato come nuovo tecnico. Berntsen ha rassegnato le proprie dimissioni in data 8 luglio, venendo sostituito da Ole Hjelmhaug.
Al termine della 30ª ed ultima giornata di campionato, il Bryne è retrocesso in 2. divisjon in virtù del 13º posto finale in classifica. I calciatori più utilizzati in stagione sono stati Pål Fjelde e Bjørnar Holmvik, entrambi a quota 30 presenze tra campionato e coppa. Oddbjørn Skartun è stato invece il miglior marcatore, con 8 reti realizzate in campionato.

## Maglie e sponsor
Lo sponsor tecnico per la stagione 2016 è stato Diadora, senza sponsor ufficiale. La divisa casalinga era composta da una maglietta rossa con maniche bianche, pantaloncini e calzettoni bianchi. Quella da trasferta era invece totalmente nera.
| Casa | Trasferta |

## Rosa
| N. |                      | Ruolo | Calciatore       |
| -- | -------------------- | ----- | ---------------- |
| 1  | Norvegia (bandiera)  | P     | Jonas Høidahl    |
| 2  | Norvegia (bandiera)  | D     | Marius Lode      |
| 3  | Ghana (bandiera)     | D     | Paul Addo        |
| 4  | Norvegia (bandiera)  | D     | Vegar Landro     |
| 5  | Norvegia (bandiera)  | D     | Sondre Norheim   |
| 6  | Norvegia (bandiera)  | D     | Pål Fjelde       |
| 7  | Finlandia (bandiera) | C     | Patrick Byskata  |
| 8  | Norvegia (bandiera)  | D     | Bjørnar Holmvik  |
| 9  | Norvegia (bandiera)  | A     | Oddbjørn Skartun |
| 10 | Norvegia (bandiera)  | A     | Aram Khalili     |
| 11 | Norvegia (bandiera)  | C     | Fitim Kastrati   |
| 12 | Croazia (bandiera)   | P     | Ante Knezović    |
| 14 | Norvegia (bandiera)  | A     | Pål Aamodt       |
| 15 | Norvegia (bandiera)  | C     | Sander Ystanes   |
| 16 | Norvegia (bandiera)  | C     | Truls Vagle      |

| N. |                     | Ruolo | Calciatore            |
| -- | ------------------- | ----- | --------------------- |
| 17 | Norvegia (bandiera) | C     | Andreas Ueland        |
| 18 | Norvegia (bandiera) | A     | Mads Bøgild           |
| 19 | Norvegia (bandiera) | C     | Erling Braut Håland   |
| 21 | Norvegia (bandiera) | D     | Krister Wemberg       |
| 22 | Norvegia (bandiera) | A     | Bajram Ajeti          |
| 22 | Norvegia (bandiera) | C     | Magnus Retsius Grødem |
| 23 | Norvegia (bandiera) | C     | Torstein Mjønner      |
| 24 | Norvegia (bandiera) | P     | Marius Halvorsen      |
| 26 | Norvegia (bandiera) | C     | Adrian Berntsen       |
| 27 | Norvegia (bandiera) | C     | Sander Braut          |
| 27 | Norvegia (bandiera) | C     | Einar Tunheim Lye     |
| 28 | Norvegia (bandiera) | C     | Jonatan Braut Brunes  |
| 29 | Norvegia (bandiera) | D     | Ola Johannes Elvedahl |
| 33 | Norvegia (bandiera) | C     | Marius Helle          |
| 90 | Norvegia (bandiera) | C     | Robert Undheim        |

## Calciomercato

### Sessione invernale(dal 01/01 al 31/03)
| Arrivi | Arrivi           | Arrivi | Arrivi     |
| R.     | Nome             | da     | Modalità   |
| ------ | ---------------- | ------ | ---------- |
| P      | Ante Knezović    | Førde  | definitivo |
| C      | Patrick Byskata  |        | svincolato |
| C      | Fitim Kastrati   |        | svincolato |
| C      | Torstein Mjønner | Follo  | definitivo |

| Partenze | Partenze           | Partenze | Partenze      |
| R.       | Nome               | a        | Modalità      |
| -------- | ------------------ | -------- | ------------- |
| P        | Anders Kristiansen |          | svincolato    |
| D        | Branislav Bosnjak  |          | svincolato    |
| C        | Henrik Breimyr     |          | svincolato    |
| C        | Sabri Khattab      |          | svincolato    |
| C        | Jon-Helge Tveita   |          | svincolato    |
| A        | Emil Dahle         | Stabæk   | fine prestito |

### Sessione estiva(dal 21/07 al 17/08)
| Arrivi | Arrivi       | Arrivi      | Arrivi     |
| R.     | Nome         | da          | Modalità   |
| ------ | ------------ | ----------- | ---------- |
| C      | Marius Helle | Sandnes Ulf | definitivo |
| A      | Bajram Ajeti | Moss        | definitivo |

| Partenze | Partenze              | Partenze  | Partenze   |
| R.       | Nome                  | a         | Modalità   |
| -------- | --------------------- | --------- | ---------- |
| C        | Magnus Retsius Grødem | Vålerenga | definitivo |

## Risultati

### 1. divisjon

#### Girone di andata
| Arbitro: | Hauge (Bergen) |

|                     |           |             |
| Ulland Andersen 57’ | Marcatori | 59’ Skartun |

| Arbitro: | Hagenes (Marikollen) |

|             |           |            |
| Skartun 29’ | Marcatori | 33’ Langås |

| Arbitro: | Saggi (Drammen) |

|                                                  |           |             |
| Nome 19’, 37’ Lekaj 20’ Næss 38’ Henningsson 54’ | Marcatori | 77’ Mjønner |

| Arbitro: | Smehus Kringstad (Oslo) |

|                       |           |  |
| Skartun 20’, 66’, 88’ | Marcatori |  |

| Arbitro: | Moen (Lillestrøm) |

|                |           |                                |
| Herrem 1’, 45’ | Marcatori | 14’ (rig.) Khalili 57’ Skartun |

| Arbitro: | Følstad Skarsem (Trondheim) |

|  |           |               |
|  | Marcatori | 14’ Brochmann |

| Arbitro: | Gjermshus (Oslo) |

|                        |           |  |
| Reginiussen 30’ (rig.) | Marcatori |  |

| Arbitro: | Haugen (Rælingen) |

|  |           |           |
|  | Marcatori | 36’ Obeng |

| Arbitro: | Amland (Bergen) |

|                        |           |                    |
| Skartun 19’ Bøgild 23’ | Marcatori | 51’ Mendy 54’ Coly |

| Arbitro: | Hagenes (Marikollen) |

|                    |           |                               |
| Blårud 45’ Øby 48’ | Marcatori | 51’ Fjelde 55’ Retsius Grødem |

| Arbitro: | Tennøy (Bergen) |

|                    |           |  |
| Nielsen 57’ (aut.) | Marcatori |  |

| Arbitro: | Saggi (Drammen) |

|                         |           |             |
| Kapidžić 28’ Åsheim 49’ | Marcatori | 56’ Skartun |

| Arbitro: | Smehus Kringstad |

|  |           |                                |
|  | Marcatori | 13’ Mjelde 28’ (aut.) Knezović |

| Arbitro: | Amland (Bergen) |

|                                                     |           |  |
| Holmvik 56’ (aut.) Petersson 64’ Stokke 73’ Aas 77’ | Marcatori |  |

| Arbitro: | Haugen (Rælingen) |

|                |           |  |
| Güven 68’, 71’ | Marcatori |  |

#### Girone di ritorno
| Arbitro: | Hansen (Oslo) |

|  |           |                    |
|  | Marcatori | 74’ (aut.) Wemberg |

| Arbitro: | Hauge (Bergen) |

|                         |           |                    |
| Rønningen 11’ Bamba 28’ | Marcatori | 29’ Retsius Grødem |

| Arbitro: | Moen (Oslo) |

|                    |           |           |
| Retsius Grødem 21’ | Marcatori | 54’ Stene |

| Arbitro: | Tennøy (Bergen) |

|                             |           |            |
| Abshir 24’ Skaga 60’ Ek 89’ | Marcatori | 66’ Shroot |

| Arbitro: | Følstad Skarsem (Trondheim) |

|                    |           |            |
| Retsius Grødem 71’ | Marcatori | 30’ Suslov |

| Arbitro: | Hauge (Bergen) |

|                    |           |             |
| Engblom 38’ (rig.) | Marcatori | 84’ Khalili |

| Arbitro: | Hagenes (Marikollen) |

|                              |           |                               |
| Helle 1’, 90’ Ajeti 16’, 71’ | Marcatori | 8’ Astvald 51’ Stokke 88’ Bye |

| Arbitro: | Lindgren |

|                                                    |           |  |
| Midtgarden 7’ Gauseth 49’ (rig.) Olsen Solberg 77’ | Marcatori |  |

| Arbitro: | Moen (Oslo) |

|                     |           |  |
| Helle 3’ Bøgild 90’ | Marcatori |  |

| Arbitro: | Hauge (Bergen) |

|                                                      |           |  |
| Krogstad 31’ Falkeborn 46’ Ødemarksbakken 48’ (rig.) | Marcatori |  |

| Arbitro: | Jonsson Trædal (Oslo) |

|                                                 |           |              |
| Ajeti 43’ Helle 52’ Pallesen Knudsen 85’ (aut.) | Marcatori | 90’ Soltvedt |

| Arbitro: | Amland (Bergen) |

|         |           |                                 |
| Sow 85’ | Marcatori | 21’ Khalili 35’ Helle 88’ Ajeti |

| Bryne 16 ottobre 2016, ore 18:00 28ª giornata | Bryne         | 0 – 0 referto | Hødd | Bryne Stadion (1.646 spett.)\| Arbitro: \| Hansen (Oslo) \| |
| Arbitro:                                      | Hansen (Oslo) |               |      |                                                             |

| Arbitro: | Tennøy (Bergen) |

|            |           |  |
| Sellin 85’ | Marcatori |  |

| Arbitro: | Hagenes (Marikollen) |

|                              |           |         |
| Khalili 25’, 41’ Holmvik 77’ | Marcatori | 88’ Flo |

### Norgesmesterskapet
| Hommersåk 13 aprile 2016, ore 18:00 Primo turno                                                      | Riska     | 2 – 3 referto                            | Bryne | Riska Stadion |
| \| \| \| \| \| Haugland 19’ Fløysvik 76’ \| Marcatori \| 7’ Bøgild 83’ Holmvik 87’ Retsius Grødem \| |           |                                          |       |               |
| |           |                                          |       |               |
| Haugland 19’ Fløysvik 76’                                                                            | Marcatori | 7’ Bøgild 83’ Holmvik 87’ Retsius Grødem |       |               |

| Stavanger 27 aprile 2016, ore 18:00 Secondo turno | Vidar                | 2 – 2 (d.t.s.) referto                 | Bryne | Lassa Gress |
| \| \| \| \| \| Westlye 23’ Aasen 88’ \| Marcatori \| 40’ Retsius Grødem 90’ Undheim \| \| Jakobsen Berntsen Kleppa Christensen Refvik Westly \| Tiri di rigore 5 – 4 \| Fjelde Byskata Skartun Khalili Holmvik \| |                      |                                        |       |             |
| |                      |                                        |       |             |
| Westlye 23’ Aasen 88’ | Marcatori            | 40’ Retsius Grødem 90’ Undheim         |       |             |
| Jakobsen Berntsen Kleppa Christensen Refvik Westly | Tiri di rigore 5 – 4 | Fjelde Byskata Skartun Khalili Holmvik |       |             |

## Statistiche

### Statistiche di squadra
| Competizione       | Punti | In casa | In casa | In casa | In casa | In casa | In casa | In trasferta | In trasferta | In trasferta | In trasferta | In trasferta | In trasferta | Totale | Totale | Totale | Totale | Totale | Totale | DR  |
| Competizione       | Punti | G       | V       | N       | P       | Gf      | Gs      | G            | V            | N            | P            | Gf           | Gs           | G      | V      | N      | P      | Gf     | Gs     | DR  |
| ------------------ | ----- | ------- | ------- | ------- | ------- | ------- | ------- | ------------ | ------------ | ------------ | ------------ | ------------ | ------------ | ------ | ------ | ------ | ------ | ------ | ------ | --- |
| 1. divisjon        | 30    | 15      | 6       | 5       | 4       | 21      | 15      | 15           | 1            | 4            | 10           | 12           | 33           | 30     | 7      | 9      | 14     | 33     | 48     | -15 |
| Norgesmesterskapet | -     | 2       | 1       | 1       | 0       | 5       | 4       | 0            | 0            | 0            | 0            | 0            | 0            | 2      | 1      | 1      | 0      | 5      | 4      | +1  |
| Totale             | -     | 16      | 7       | 6       | 4       | 26      | 19      | 15           | 1            | 4            | 10           | 12           | 33           | 32     | 8      | 10     | 14     | 38     | 52     | -14 |

### Andamento in campionato
| Giornata  | 1 | 2  | 3  | 4 | 5 | 6  | 7  | 8  | 9  | 10 | 11 | 12 | 13 | 14 | 15 | 16 | 17 | 18 | 19 | 20 | 21 | 22 | 23 | 24 | 25 | 26 | 27 | 28 | 29 | 30 |
| --------- | - | -- | -- | - | - | -- | -- | -- | -- | -- | -- | -- | -- | -- | -- | -- | -- | -- | -- | -- | -- | -- | -- | -- | -- | -- | -- | -- | -- | -- |
| Luogo     | T | C  | T  | C | T | C  | T  | C  | C  | T  | C  | T  | C  | T  | T  | C  | T  | C  | T  | C  | T  | C  | T  | C  | T  | C  | T  | C  | T  | C  |
| Risultato | N | N  | P  | V | N | P  | P  | P  | N  | N  | V  | P  | P  | P  | P  | P  | P  | N  | P  | N  | N  | V  | P  | V  | P  | V  | V  | N  | P  | V  |
| Posizione | 6 | 10 | 15 | 8 | 8 | 10 | 12 | 13 | 14 | 13 | 11 | 12 | 13 | 15 | 15 | 16 | 16 | 16 | 16 | 16 | 16 | 16 | 16 | 15 | 15 | 15 | 15 | 14 | 14 | 13 |

Fonte:  OBOS-ligaen 2016, su altomfotball.no, Altomfotball.
Legenda:

Luogo: C = Casa; T = Trasferta. Risultato: V = Vittoria; N = Pareggio; P = Sconfitta.

### Statistiche dei giocatori
| Giocatore         | 1. divisjon | 1. divisjon | 1. divisjon | 1. divisjon | Norgesmesterskapet | Norgesmesterskapet | Norgesmesterskapet | Norgesmesterskapet | Coppe europee | Coppe europee | Coppe europee | Coppe europee | Altre coppe | Altre coppe | Altre coppe | Altre coppe | Totale   | Totale | Totale      | Totale     |
| Giocatore         | Presenze    | Reti        | Ammonizioni | Espulsioni  | Presenze           | Reti               | Ammonizioni        | Espulsioni         | Presenze      | Reti          | Ammonizioni   | Espulsioni    | Presenze    | Reti        | Ammonizioni | Espulsioni  | Presenze | Reti   | Ammonizioni | Espulsioni |
| ----------------- | ----------- | ----------- | ----------- | ----------- | ------------------ | ------------------ | ------------------ | ------------------ | ------------- | ------------- | ------------- | ------------- | ----------- | ----------- | ----------- | ----------- | -------- | ------ | ----------- | ---------- |
| P. Aamodt         | 24          | 0           | 2           | 0           | 1                  | 0                  | 0                  | 0                  |               |               |               |               |             |             |             |             | 25       | 0      | 2           | 0          |
| P. Addo           | 5           | 0           | 0           | 0           | 2                  | 0                  | 0                  | 0                  |               |               |               |               |             |             |             |             | 7        | 0      | 0           | 0          |
| B. Ajeti          | 9           | 4           | 2           | 0           | -                  | -                  | -                  | -                  |               |               |               |               |             |             |             |             | 9        | 4      | 2           | 0          |
| A. Berntsen       | 1           | 0           | 0           | 0           | 0                  | 0                  | 0                  | 0                  |               |               |               |               |             |             |             |             | 1        | 0      | 0           | 0          |
| M. Bøgild         | 27          | 2           | 1           | 0           | 2                  | 1                  | 1                  | 0                  |               |               |               |               |             |             |             |             | 29       | 3      | 2           | 0          |
| S. Braut          | 0           | 0           | 0           | 0           | 0                  | 0                  | 0                  | 0                  |               |               |               |               |             |             |             |             | 0        | 0      | 0           | 0          |
| J. Braut Brunes   | 1           | 0           | 0           | 0           | 0                  | 0                  | 0                  | 0                  |               |               |               |               |             |             |             |             | 1        | 0      | 0           | 0          |
| E. Braut Håland   | 16          | 0           | 0           | 0           | 0                  | 0                  | 0                  | 0                  |               |               |               |               |             |             |             |             | 16       | 0      | 0           | 0          |
| P. Byskata        | 22          | 0           | 1           | 0           | 1                  | 0                  | 0                  | 0                  |               |               |               |               |             |             |             |             | 23       | 0      | 1           | 0          |
| O. Elvedahl       | 0           | 0           | 0           | 0           | 0                  | 0                  | 0                  | 0                  |               |               |               |               |             |             |             |             | 0        | 0      | 0           | 0          |
| P. Fjelde         | 28          | 1           | 3           | 0           | 2                  | 0                  | 0                  | 0                  |               |               |               |               |             |             |             |             | 30       | 1      | 3           | 0          |
| M. Halvorsen      | 0           | -0          | 0           | 0           | 0                  | -0                 | 0                  | 0                  |               |               |               |               |             |             |             |             | 0        | 0      | 0           | 0          |
| M. Helle          | 13          | 5           | 1           | 0           | -                  | -                  | -                  | -                  |               |               |               |               |             |             |             |             | 13       | 5      | 1           | 0          |
| J. Høidahl        | 9           | -14         | 1           | 0           | 1                  | -2                 | 0                  | 0                  |               |               |               |               |             |             |             |             | 10       | -16    | 1           | 0          |
| B. Holmvik        | 28          | 1           | 4           | 1           | 2                  | 1                  | 1                  | 0                  |               |               |               |               |             |             |             |             | 30       | 2      | 5           | 1          |
| F. Kastrati       | 21          | 0           | 2           | 0           | 2                  | 0                  | 0                  | 0                  |               |               |               |               |             |             |             |             | 23       | 0      | 2           | 0          |
| A. Khalili        | 26          | 5           | 2           | 0           | 2                  | 0                  | 0                  | 0                  |               |               |               |               |             |             |             |             | 28       | 5      | 2           | 0          |
| A. Knezović       | 21          | -34         | 0           | 0           | 1                  | -0                 | 0                  | 0                  |               |               |               |               |             |             |             |             | 22       | -34    | 0           | 0          |
| V. Landro         | 28          | 0           | 3           | 1           | 1                  | 0                  | 0                  | 0                  |               |               |               |               |             |             |             |             | 29       | 0      | 3           | 1          |
| M. Lode           | 11          | 0           | 1           | 0           | 0                  | 0                  | 0                  | 0                  |               |               |               |               |             |             |             |             | 11       | 0      | 1           | 0          |
| T. Mjønner        | 26          | 1           | 4           | 0           | 2                  | 0                  | 0                  | 0                  |               |               |               |               |             |             |             |             | 28       | 1      | 4           | 0          |
| S. Norheim        | 25          | 0           | 3           | 0           | 2                  | 0                  | 0                  | 0                  |               |               |               |               |             |             |             |             | 27       | 0      | 3           | 0          |
| M. Retsius Grødem | 16          | 4           | 1           | 0           | 2                  | 2                  | 0                  | 0                  |               |               |               |               |             |             |             |             | 18       | 6      | 1           | 0          |
| O. Skartun        | 18          | 8           | 0           | 0           | 1                  | 0                  | 0                  | 0                  |               |               |               |               |             |             |             |             | 19       | 8      | 0           | 0          |
| E. Tunheim Lye    | 1           | 0           | 0           | 0           | 0                  | 0                  | 0                  | 0                  |               |               |               |               |             |             |             |             | 1        | 0      | 0           | 0          |
| A. Ueland         | 0           | 0           | 0           | 0           | 0                  | 0                  | 0                  | 0                  |               |               |               |               |             |             |             |             | 0        | 0      | 0           | 0          |
| R. Undheim        | 11          | 0           | 0           | 0           | 1                  | 1                  | 0                  | 0                  |               |               |               |               |             |             |             |             | 12       | 1      | 0           | 0          |
| T. Vagle          | 0           | 0           | 0           | 0           | 0                  | 0                  | 0                  | 0                  |               |               |               |               |             |             |             |             | 0        | 0      | 0           | 0          |
| K. Wemberg        | 26          | 0           | 5           | 1           | 1                  | 0                  | 0                  | 0                  |               |               |               |               |             |             |             |             | 27       | 0      | 5           | 1          |
| S. Ystanes        | 3           | 0           | 0           | 0           | 1                  | 0                  | 0                  | 0                  |               |               |               |               |             |             |             |             | 4        | 0      | 0           | 0          |